# Irland ved sommer-OL 2012
Irland deltog under Sommer-OL 2012 i London som blev arrangeret i perioden 27. juli til 12. august 2012.

## Medaljer
| 2012 London | Guld | Sølv | Bronze | Total |
| Irland      | 1    | 1    | 3      | 5     |

### Medaljevinderne
| Irland under sommer-OL 2012 i London | Irland under sommer-OL 2012 i London | Irland under sommer-OL 2012 i London | Irland under sommer-OL 2012 i London | Irland under sommer-OL 2012 i London |
| Medalje                              | Navn                                 | Sport                                | Event                                | Dato                                 |
| ------------------------------------ | ------------------------------------ | ------------------------------------ | ------------------------------------ | ------------------------------------ |
| Guld                                 | Katie Taylor                         | Boksning                             | Women's lightweight                  | 9. august                            |
| Sølv                                 | John Joe Nevin                       | Boksning                             | Men's bantamweight                   | 11. august                           |
| Bronze                               | Cian O'Connor                        | Ridesport                            | Individual jumping                   | 8. august                            |
| Bronze                               | Paddy Barnes                         | Boksning                             | Men's light flyweight                | 10. august                           |
| Bronze                               | Michael Conlan                       | Boksning                             | Men's flyweight                      | 10. august                           |
| Bronze                               | Robert Heffernan                     | Atletik                              | Men's 50 kilometres walk             | 11. august                           |